# 鴨田本町
鴨田本町（かもだほんまち）は、愛知県岡崎市岩津地区の町名。丁番を持たない単独町名である。

## 地理
岡崎市の北西部に位置する。鴨田本町は全周を鴨田町に囲まれている。

### 番地
| - 1 - 2 - 3 - 4 - 5 - 6 | - 7 - 8 - 9 - 10 - 11 - 12 | - 13 - 14 - 15 - 16 - 17 - 18 | - 19 - 20 - 21 |

## 世帯数と人口
2019年（令和元年）5月1日現在の世帯数と人口は以下の通りである。
| 町丁     | 世帯数  | 人口  |
| -------- | ------- | ----- |
| 鴨田本町 | 245世帯 | 540人 |

### 人口の変遷
国勢調査による人口の推移
| 1995年（平成7年）  | 570人 | [ 5 ] |  |
| 2000年（平成12年） | 570人 | [ 6 ] |  |
| 2005年（平成17年） | 511人 | [ 7 ] |  |
| 2010年（平成22年） | 515人 | [ 8 ] |  |
| 2015年（平成27年） | 517人 | [ 9 ] |  |

## 小・中学校の学区
市立小・中学校に通う場合、学区は以下の通りとなる。
| 番・番地等 | 小学校               | 中学校           | 高等学校 |
| ---------- | -------------------- | ---------------- | -------- |
| 全域       | 岡崎市立大樹寺小学校 | 岡崎市立北中学校 | 三河学区 |

## 歴史
額田郡鴨田村の一部を前身とする。8世紀中頃に、額田八郷の一つとして鴨田郷ができた。
中世、1467年、鴨田郷に分立されていた松平氏第4代松平親忠が、井田野合戦で勝利したのち戦死者を弔うため、勢誉愚底を招き井田野の地に念仏堂（現西光寺）を建立し、千人塚を築いた。西光寺は岡崎観光きらり百選に 千人塚は市指定史跡に、それぞれ選定されている。松平氏菩提寺の大樹寺を建立したのも松平親忠とされる。
1560年桶狭間の戦いで敗れ、大高城から敗走して来た松平元康（後の徳川家康）が大樹寺に逃げ込み、自害を図ろうとしたところ、住職の登誉天室に諭されて思い留まったと伝わる。
江戸時代には大樹寺領及び鴨田天満宮領となる。

### 沿革
- 1968年（昭和43年）2月1日 - 鴨田町の一部より、鴨田本町が成立[16][17]。

## 交通
- 愛知県道26号岡崎環状線（竜北メーンロード）
- 愛知県道39号岡崎足助線（青木橋通り）
- 愛知県道335号南大須鴨田線（大沼街道）

## 施設

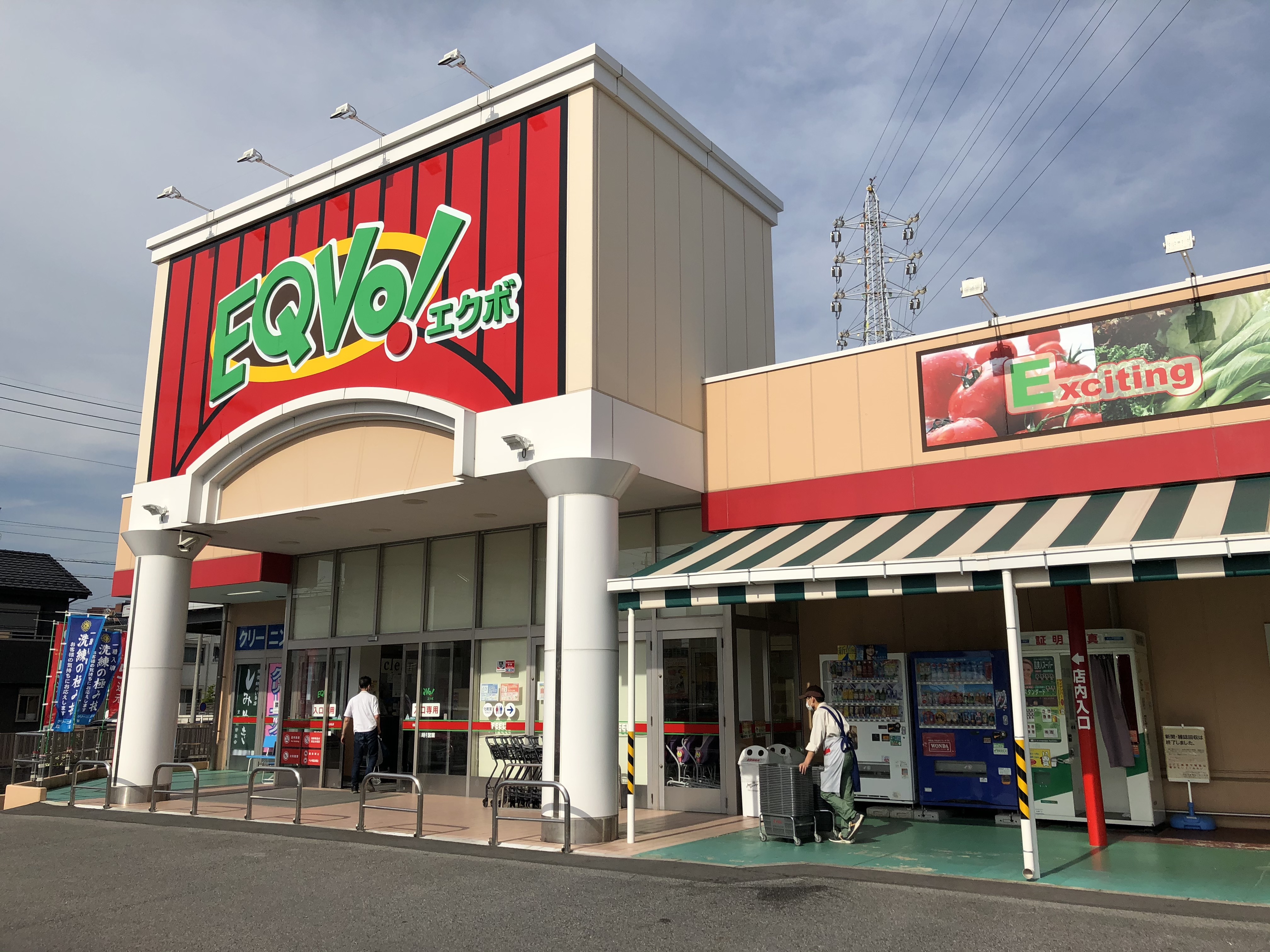
EQVo!（エクボ）大樹寺店

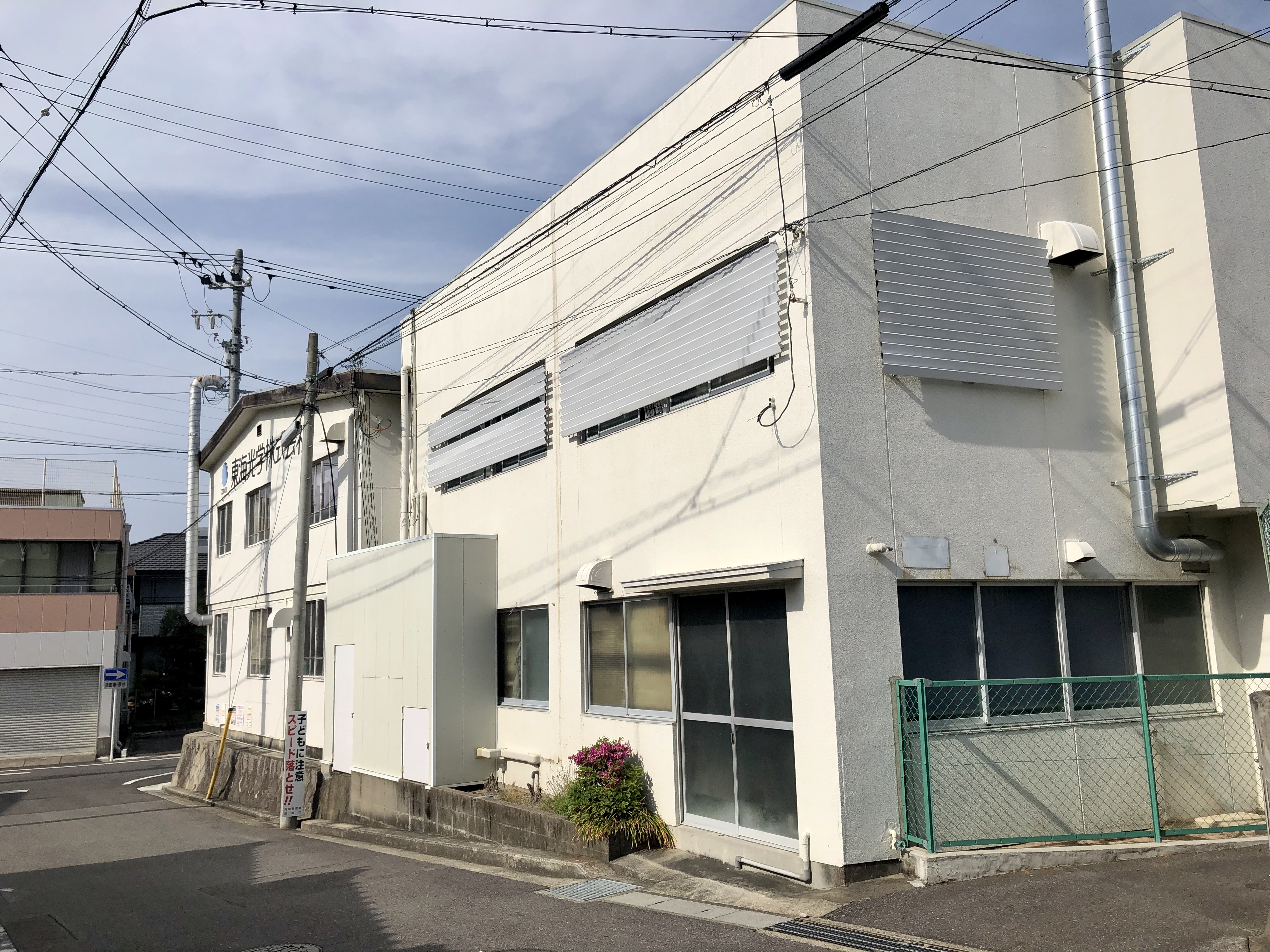
東海光学鴨田工場

- 鴨田公園
- 中部電力 鴨田変電所
- EQVo! (エクボ) 大樹寺店
- 東海光学 鴨田工場

## その他

### 日本郵便
- 郵便番号 : 444-2122[3]（集配局：岩津郵便局[18]）。